# Ommatius lunatus
Ommatius lunatus là một loài ruồi trong họ Asilidae. Ommatius lunatus được Scarbrough miêu tả năm 2002. Loài này phân bố ở vùng Tân nhiệt đới.